# Poway
Poway é uma cidade localizada no estado americano da Califórnia, no condado de San Diego. Foi incorporada em 1 de dezembro de 1980.

## Geografia
De acordo com o United States Census Bureau, a cidade tem uma área de 101,4 km², onde 101,2 km² estão cobertos por terra e 0,2 km² por água.

### Localidades na vizinhança
O diagrama seguinte representa as localidades num raio de 24 km ao redor de Poway.

## Demografia
Segundo o censo nacional de 2010, a sua população é de 47 811 habitantes e sua densidade populacional é de 472,36 hab/km². Possui 16 715 residências, que resulta em uma densidade de 165,14 residências/km².